# Rajd Północnego Słońca 1956
Rajd Północnego Słońca 1956 (7. Svenska Rallyt till Midnattssolen) – 7. edycja rajdu samochodowego Rajd Północnego Słońca rozgrywanego w Szwecji. Rozgrywany był od 29 maja do 3 czerwca 1956 roku. Była to siódma runda Rajdowych Mistrzostw Europy w roku 1956.

## Klasyfikacja rajdu
| Miejsce                      | Kierowca                     | Pilot                        | Samochód                      | Czas                         | Strata                       |                              |
| Klasyfikacja generalna i ERC | Klasyfikacja generalna i ERC | Klasyfikacja generalna i ERC | Klasyfikacja generalna i ERC  | Klasyfikacja generalna i ERC | Klasyfikacja generalna i ERC | Klasyfikacja generalna i ERC |
| ---------------------------- | ---------------------------- | ---------------------------- | ----------------------------- | ---------------------------- | ---------------------------- | ---------------------------- |
| 1.                           | Harry Bengtsson              | Åke Righard                  | Volkswagen Käfer Typ 122 1200 | 8                            | 0.0                          |                              |
| 2.                           | Berndt Jansson               | Torsten Grennberg            | Volkswagen                    | 8                            | +0                           |                              |
| 3.                           | Carl-Magnus Skogh            | Rolf Skogh                   | Saab 93                       | 9                            | +0                           |                              |
| 4.                           | Erik Carlsson                | Sven Helm                    | Saab 93                       | 9                            | +1                           |                              |
| 5.                           | Harald Kronegård             | Gustav Palmgren              | Saab                          | 10                           | +1                           |                              |
| 6.                           | AllanBorgefors               | LarsSjöberg                  | Porsche 356 1600              | 10                           | +2                           |                              |
| 7.                           | Stig Gruen                   | Sven-Erik Eriksson           | Peugeot                       | 11                           | +3                           |                              |
| 8.                           | Bengt Johansson              | Vidar Klockare               | Peugeot                       | 11                           | +3                           |                              |
| 9.                           | Oscar Swahn                  | Sten Wikström                | Saab                          | 11                           | +3                           |                              |
| 10.                          | Berndt Jansson               | Gunnar Asplund               | Saab                          | 12                           | +4                           |                              |